# May-Gletscher
Der May-Gletscher ist ein 10 km langer und 8 km breiter Gletscher an der Clarie-Küste des ostantarktischen Wilkeslands. Er mündet 7 km westlich des Kap Carr in den Südlichen Ozean.
Luftaufnahmen der US-amerikanischen Operation Highjump (1946–1947) dienten seiner Kartierung. Das Advisory Committee on Antarctic Names benannte den Gletscher 1955 nach William May (1814–1902), Midshipman auf dem Schoner Flying Fish bei der United States Exploring Expedition (1838–1842) unter der Leitung des US-amerikanischen Polarforschers Charles Wilkes.